# Compilation (littérature)
Pour les articles homonymes, voir Compilation.
En littérature, une compilation est la fusion en un texte unique de textes d'origines différentes. Cette pratique était très fréquente avant l'apparition graduelle des lois sur le droit d'auteur.